# Mühle Vilmos
Mühle Vilmos (Kulm, 1845. szeptember 21. – Temesvár, 1908. szeptember 15.) kertész, szakíró.

## Életpályája

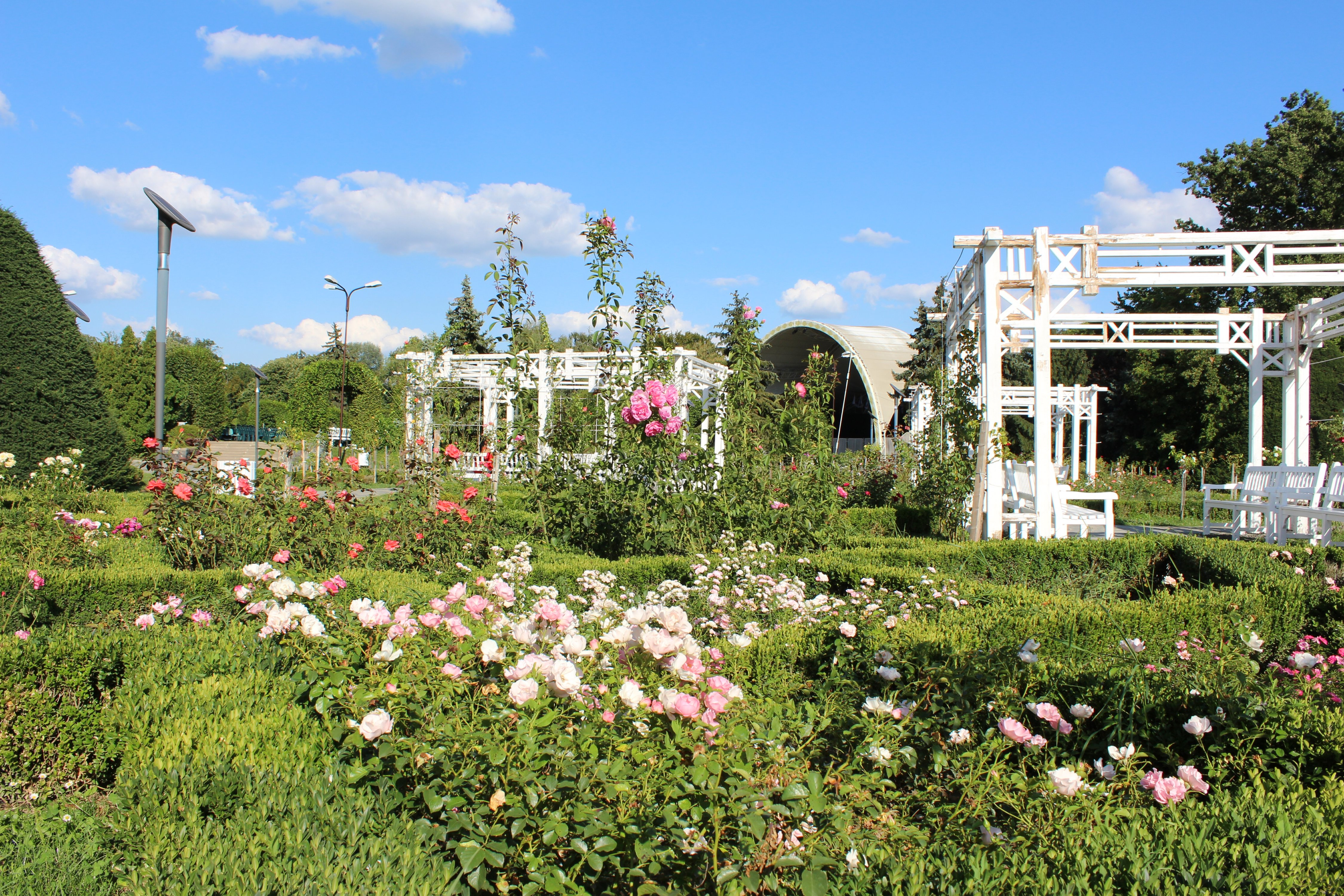
Temesvári rozárium, 2017

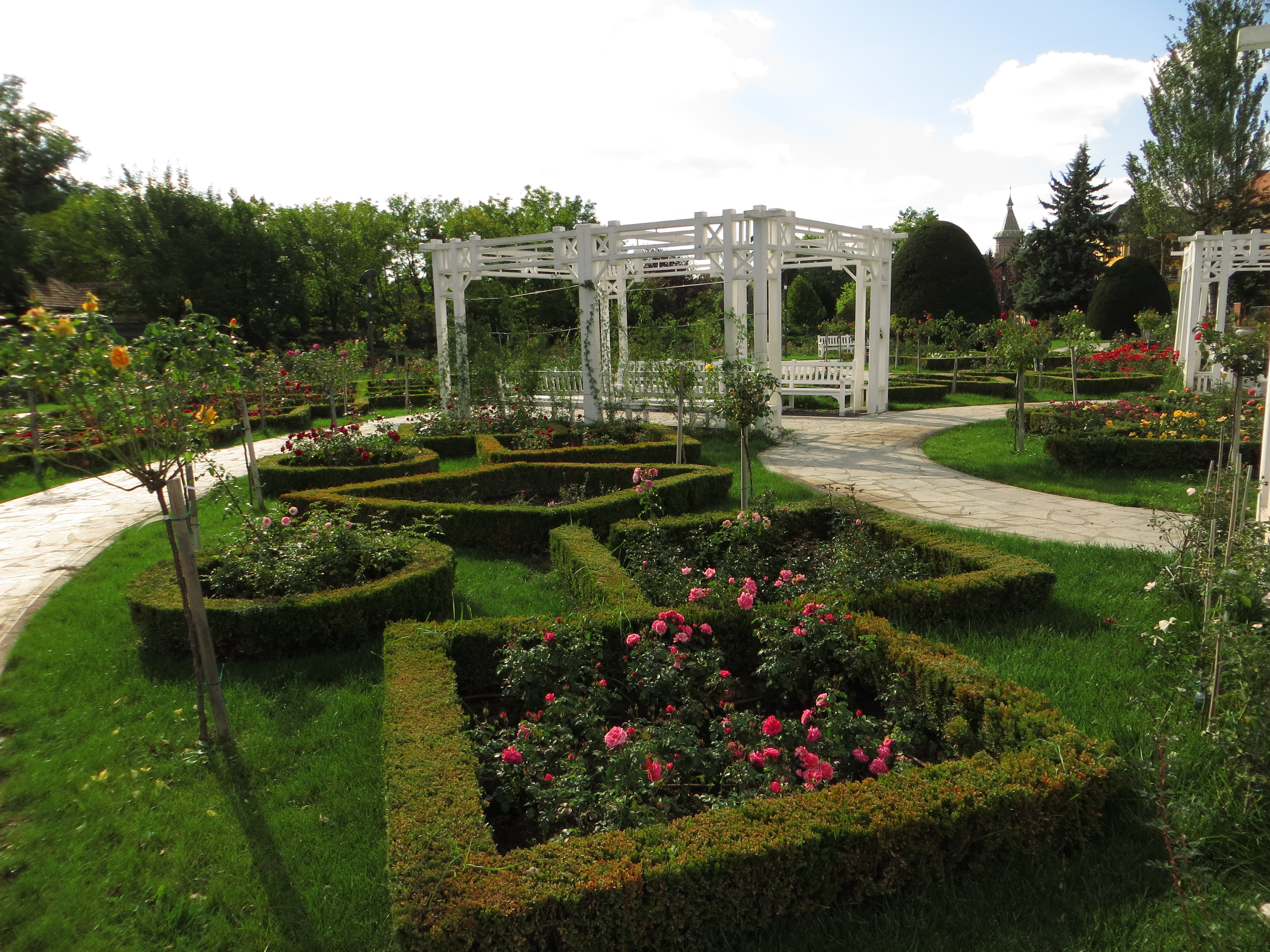
Temesvári rozárium, 2017

1845. szeptember 21-én született Kulmban. Még tizenegy testvére volt, Vilmos volt a legidősebb. Az elemi iskola után a négy reáliskolai osztályt Teplicen végezte el. Kertészeti tanulmányait Westphalen gróf kertészetében kezdte, ahol három évig tanonc volt, tanult és dolgozott. Ezután a Thun—Hohenstein grófi uradalom Tetschenben fekvő nagy hírű kertészetébe szerződött. Kiemelkedő volt botanikai szempontból is ez az Elba-parti kertészet, innen kerültek ki Európa-szerte az első orchideák, melyek nagy kiterjedésű ültetvényének intézője Mühle volt. Három év gyakorlat után innen is távozott Németországba. 1866-ban jött Magyarország területére, Temesváron a Niemetz Ferenc Vilmos (hírlapokban Niemetz F. W.) kereskedelmi kertészet főkertésze lett.
1869-ben megnősült, Niemetz Ferenc leányát vette el. Házasságából két fia született. Mühle Vilmos mindkettőből kertészt nevelt. Fiatalabb fiának, Vilmosnak a magkereskedési profilt szerette volna átadni, ezért Németország, Olaszország, Mexikó, Kalifornia, Japán és Kína magtermesztőihez küldte tanulni. Az út során a trópusi éghajlat alatt fia megfertőződött, és fiatalon (27 évesen) meghalt. Árpád fia lett így az örököse (aki szintén nemzetközi tanulmányutak után – Amerika, Kína, Japán, Európa – már 1898-tól önálló kertészeti vállalkozást vitt) a magüzletet 1908. január 1-jén, még életében átadta neki.
Mühle 1875-ben, 30 évesen önállósította magát, kereskedelmi kertészetet, magkereskedést és virágüzletet alapított. Tapasztalatai révén nagy mértékben tudta honosítani, szaporítani az addig külföldről beszerzett növényfajták csemetéit és magját. Üzlete beindulása után ő maga exportált Európába, a Balkánra, sőt a Mühle-féle szegfűmagvak elárasztották még az amerikai piacot is. Az 1885. évi országos kiállításon pedig holland tulipánjaival aratott nagy sikert. 1885-ben kezdett el rózsatermesztéssel, nemesítéssel foglalkozni, több távoli rózsafajt honosított meg hazánkban, rozáriumát messze földről keresték fel látogatók és szakértők. Európa hírűek voltak Dahlia, Chrysanthemum és a Canna virágjai, magjai.
Később faiskolát alakított ki dísz- és gyümölcsfák szaporítása céljából. „A Mühle-féle kertészeti telep a század végére hazánk egyik legnagyobb és legszakszerűbb kertészeti telepe volt, ahol a 138 katasztrális holdból 113 holdas faiskolát tartottak fenn, 15 katasztrális holdon az európai hírű rózsakertészet virágzott és 10 holdon a honosítandó egzotikus növények, a kísérleti telep helyezkedett el.”
Tagja, illetve választmányi tagja volt az Országos Magyar Kertészeti Egyesületnek. Kiállításokon mint szervező és mint résztvevő szerepelt, terményei minden esetben helyezéseket, díjakat kaptak. Nemzetközi kiállításokon, London, Antwerpen, Lübeck, Szentpétervár, Frankfurt, a zsűri tagja volt.
Parktervezéssel is foglalkozott, Herkulesfürdő gyönyörű parkja nagyrészt az ő érdeme. Ugyanígy Temesvár parkosítását, fásítását, zöldfelületi rendezését is végezte.
Szakirodalmi munkássága is jelentős volt. Írt cikkeket A Kert, a Kertészeti Lapok oldalaira, 1893-ban pedig átvette Kaufmann Ernőtől a Rózsa Újság szerkesztését (az 1887-ben indult újságot 1899-ig szerkesztette), melyet Ungarische Rosenzeitung néven német nyelven is kiadott (1889–1895).
Elnyerte a Koronás Arany Érdemkeresztet. Temesvár törvényhatósági bizottságának tagja volt.
Mühle Vilmos műkertész, 1908. szeptember 15-én, 63 éves korában halt meg. Temesváron található a sírja, s ugyanitt emlékére utcát neveztek el róla.

## Főbb munkái
- Ratschläge. Temesvár, 1903.
- Herbakulturen. Temesvár, 1904. 52 lap
- Mühle’s Rathgeber für Gartenbau. Temesvár, 1904. 140 lap
- Mühle tanácsadója a kertmívelésben. Temesvár, 1904. 164 lap
- Mühle-féle őszi termesztmények. Budapest, 1904. 60 lap
- Mühle Vilmos tanácsadója a kertmívelésben. Temesvár, 1905.
- Rathgeben für Gartenbau. Budapest, 1905. 148 lap